# The Accountant 2
The Accountant 2 ist ein US-amerikanischer Actionthriller von Regisseur Gavin O’Connor, der am 24. April 2025 in die deutschen und am darauffolgenden Tag in die US-amerikanischen Kinos kam. Es handelt sich um eine Fortsetzung zum Film The Accountant aus dem Jahr 2016, in der Ben Affleck abermals die Titelrolle eines inselbegabten und für zwielichtige Organisationen arbeitenden Buchhalters verkörpert. Weitere Hauptrollen übernahmen Jon Bernthal, Cynthia Addai-Robinson und Daniella Pineda.

## Handlung
Marybeth Medina, die Leiterin der Bundesbehörde FinCEN, wird telefonisch über den Tod ihres Vorgängers Raymond King informiert. Dieser war im Ruhestand nebenbei als Privatermittler tätig und hatte den Auftrag erhalten, eine vermisste Familie aufzuspüren. Nach einem Treffen mit der Auftragskillerin Anaïs wurde King von einem unbekannten Dritten umgebracht, hinterließ Medina aber die Anweisung, den „Accountant“ aufzuspüren. Die Bundesagentin nimmt daher Kontakt zu Christian Wolff auf, der sich mit dem Fall vertraut macht und rekonstruieren kann, dass die vermisste Familie Sanchez einst aus El Salvador in die Vereinigten Staaten geflohen ist. Der Vater wurde jedoch bereits Jahre zuvor erschossen, während die Mutter Edith in den Menschenhandel verkauft und der Sohn Alberto in Juárez gefangen gehalten wird.
Um für die drohende Gefahr gewappnet zu sein, kontaktiert Christian seinen Bruder Braxton, der als Auftragskiller in der ganzen Welt tätig ist. Zusammen mit Marybeth können sie einen Zuhälter aufspüren, der bereit ist, gegen die Hintermänner des Menschenhändlerrings auszusagen. Die FinCEN-Direktorin zeigt sich mit den illegalen Methoden der beiden Brüder allerdings nicht zufrieden und kündigt die Zusammenarbeit auf. Der Zuhälter wird später von Cobb, dem Handlanger des Menschenhändlers Burke, erschossen, noch bevor er seine Aussage tätigen kann. Trotzdem findet Marybeth heraus, dass es sich bei der mysteriösen Auftragskillerin Anaïs um die gesuchte Mutter Edith handelt, die nach einem Unfall ihr Gedächtnis verloren hat und unter dem Savant-Syndrom leidet.
Aus Angst, die Wahrheit könnte ans Licht kommen, setzt Burke ein Kopfgeld auf Marybeth aus. Anaïs nimmt den Auftrag an und verwundet die Bundesbeamtin schwer, findet allerdings die Hinweise über ihre eigene Vergangenheit und flieht schließlich vor dem zu Hilfe gekommenen Christian. Dieser hat sich nun zur Aufgabe gemacht, den in Juárez gefangen gehaltenen Alberto zu befreien, und begibt sich gemeinsam mit Braxton nach Mexiko. Dort soll Cobb sämtliche Kinder auf Befehl von Burke umbringen, um Spuren zu verwischen, wird von den beiden ungleichen Brüdern aber gestoppt. Christian und Braxton befreien Alberto und bringen ihn ins Harbor Neuroscience Institute für Kinder mit Neurodiversität, während Burke von Anaïs umgebracht wird.

## Produktion

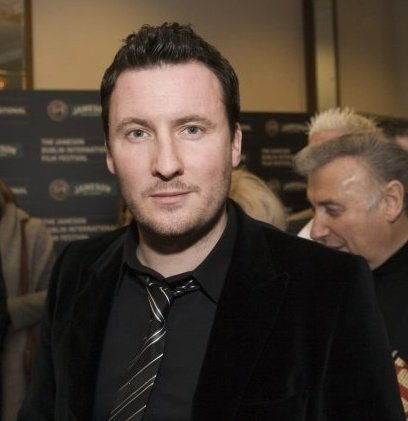
Regisseur Gavin O’Connor (2007)

Nach dem finanziellen Erfolg des Actionthrillers The Accountant (2016) an den Kinokassen begann das verantwortliche Filmstudio Warner Bros. im Jahr 2017 mit den Arbeiten an einer Fortsetzung, für die neben Drehbuchautor Bill Dubuque auch der Regisseur Gavin O’Connor zurückkehrte. Nachdem zwischenzeitlich eine Fortführung der Geschichte als Serie erwogen worden war, erklärte O’Connor schließlich, insgesamt drei Accountant-Filme inszenieren zu wollen. Der zweite Teil lege dabei einen stärken Fokus auf die von Jon Bernthal verkörperte Figur Brax, während der dritte Film ein Buddy-Movie zwischen Hauptdarsteller Ben Affleck und Bernthal im Stile von Rain Man werden solle. Um den Vorgängerfilm nicht zu sehr zu wiederholen, legte Regisseur O’Connor den thematischen Schwerpunkt der Fortsetzung auf Menschenhandel.
Die Fortsetzung wurde von Warner Bros. zunächst primär für den hauseigenen Streamingdienst HBO Max entwickelt, verlor aber an Priorität, nachdem der neue CEO David Zaslav einen inhaltlichen Strategiewechsel des Anbieters vollzogen hatte. Um The Accountant 2, dessen Vorgängerfilm mittlerweile zu einem Heimkinoerfolg und Streaminghit geworden war, dennoch zu realisieren, sicherte sich Hauptdarsteller Ben Affleck selbst über sein zusammen mit Matt Damon gegründetes Produktionsunternehmen Artists Equity die Rechte an der Fortsetzung. Für den Vertrieb taten sich beide mit den Amazon MGM Studios zusammen, für die Lynette Howell Taylor und Mark Williams als Produzenten fungierten.
In der Titelrolle verkörpert Ben Affleck abermals den inselbegabten Autisten Christian Wolff, der als Buchhalter für zwielichtige Organisationen tätig ist. Für die Fortsetzung trainierte er monatelang Line Dance. Neben Affleck kehrten auch Jon Bernthal als dessen entfremdeter Bruder Brax, Cynthia Addai-Robinson als Finanzagentin Marybeth Medina, J. K. Simmons als ehemaliger FinCEN-Direktor Raymond King und Allison Robertson als Justine aus dem Vorgängerfilm zurück. Als Neuzugänge schlossen sich Daniella Pineda, Robert Morgan, Grant Harvey und Andrew Howard der Besetzung an.
Die Dreharbeiten mit Kameramann Seamus McGarvey erfolgten von Ende März bis Mitte August 2024 in Los Angeles. Vom kalifornischen Bundesstaat erhielt die Produktion Steuererlässe in Höhe von zehn Millionen US-Dollar. Die Filmmusik komponierte Bryce Dessner.
Ein Trailer zum Film wurde am 13. Februar 2025 veröffentlicht. Die Weltpremiere erfolgte am 8. März 2025 auf dem Filmfestival South by Southwest im texanischen Austin. Im Anschluss kam The Accountant 2 am 24. April 2025 in die deutschen und am darauffolgenden Tag in die US-Kinos. Eine Veröffentlichung auf Prime Video erfolgte am 5. Juni 2025.

## Synchronisation
Die deutschsprachige Synchronisation entstand nach einem Dialogbuch von Tobias Meister und unter der Dialogregie von Norman Matt bei FFS Film- & Fernseh-Synchron.
| Rolle                 | Darsteller             | Synchronsprecher      |
| --------------------- | ---------------------- | --------------------- |
| Christian Wolff       | Ben Affleck            | Peter Flechtner       |
| Braxton „Brax“ Wolff  | Jon Bernthal           | Martin Kautz          |
| Marybeth Medina       | Cynthia Addai-Robinson | Julia Meynen          |
| Anaïs / Edith Sanchez | Daniella Pineda        | Alice Bauer           |
| Raymond „Ray“ King    | J. K. Simmons          | Oliver Stritzel       |
| Justine               | Allison Robertson      | Katrin Zimmermann     |
| Justine               | Alison Wright (Stimme) | Katrin Zimmermann     |
| Burke                 | Robert Morgan          | Hanns-Jörg Krumpholz  |
| Cobb                  | Grant Harvey           | Roman Wolko           |
| Batu                  | Andrew Howard          | Waléra Kanischtscheff |
| Dr. Trace Williams    | Joe Holt               | Oliver Siebeck        |
| Mrs. Beams            | Betsy Baker            | Frauke Poolman        |

## Rezeption

### Altersfreigabe
In den Vereinigten Staaten erhielt The Accountant 2 von der MPA aufgrund starker Gewalt und der Sprache ein R-Rating. In Deutschland vergab die FSK eine äquivalente Freigabe ab 16 Jahren. In der Begründung heißt es, der Film enthalte einige Kampf- und Actionszenen, wobei körperliche Gewalt und Tötungen aber nicht reißerisch ausgespielt oder drastisch bebildert werden würden. Im Vordergrund der Geschichte stehe zudem die Beziehung zwischen den Charakteren, was ausreichende Gelegenheiten zur Entlastung biete.

### Kritiken
The Accountant 2 konnte 76 % der 207 bei Rotten Tomatoes gelisteten Kritiker überzeugen. Das zusammenfassende Fazit lautet, aufgrund des verstärkten Fokus auf die Buddy-Comedy-Chemie zwischen den Hauptdarstellern Ben Affleck und Jon Bernthal könne die Fortsetzung sogar den Vorgängerfilm übertreffen. Bei Metacritic erhielt der Film basierend auf 42 Rezensionen einen Metascore von 58 von 100 möglichen Punkten.
Als „angenehm verrücktes, gewalttätiges Vergnügen“ wird The Accountant 2 von Owen Gleiberman in seiner Filmkritik für Variety beschrieben. Die Fortsetzung bessere die Nachlässigkeit des Vorgängerfilms dabei erfolgreich aus und sei einer der wenigen Thriller, die man als „Hangout-Film“ bezeichnen könne. Auch wenn einzelne Szenen zwischen Sinnhaftigkeit und dreistem Zeitvertreib schwanken würden, können insbesondere Hauptdarsteller Ben Affleck als hochfunktionaler Autist überzeugen und eine noch pointiertere Darbietung als Dustin Hoffman in Rain Man abliefern. Auch Lovia Gyarkye vom Hollywood Reporter hebt die Chemie zwischen Affleck und seinem Co-Darsteller Jon Bernthal lobend hervor, die erfolgreich von der unplausiblen und übermäßig komplexen Handlung ablenke. Mit The Accountant 2 entfernen sich Regisseur Gavin O’Connor von der ernsthaften Sentimentalität des Vorgängerfilms und wende sich mehr der Komödie zu, auch wenn der Film trotz des heiteren Tons auf ziemlich düsteren Themen aufgebaut sei. Die komödiantische Regie verliere dabei den emotionalen Kern der Geschichte nicht und liefere so einen unterhaltsamen Buddy-Film, auch wenn Afflecks Darbietung mitunter etwas unbeholfen wirke und Bernthal insgesamt etwas zu eintönig bleibe.
Etwas kritischere Worte findet Adrian Horton vom Guardian, für die es sich bei der soliden Fortsetzung in erster Linie um Fanservice handle, da The Accountant einen zweiten Teil weder gebraucht hätte, noch aufbaue. Regisseur Gavin O’Connor versuche es diesmal mit mehr gutmütigem Humor, wodurch der Film zu einem dummen Vergnügen werde, der zwar weder bahnbrechend noch außergewöhnlich sei, aber die zugegebenermaßen niedrige Messlatte übertreffe. Der verworrenen, undurchschaubaren und haarsträubenden Handlung könne man dabei aber nur schwer folgen, was auch Christian Zilko in seiner Filmkritik für IndieWire bemängelt. Die Geschichte sei für ihn bestenfalls generisch und es falle schwer, mit den Figuren wirklich mitzufühlen. Immerhin hätte O’Connor erkannt, dass ein autistischer Ben Affleck allein nicht ausreiche, um einen ganzen Actionfilm zu tragen, und sich in Reaktion darauf mehr auf die komödiantischen Aspekte fokussiert.
Enttäuscht zeigt sich Ann Hornaday von der Washington Post, wo sie The Accountant 2 als gewalttätige, aber langweilige Fortsetzung bezeichnet. Die Handlung sei komplett überladen und überkompliziert, nutze schamlose erzählerische Tricks und sei eigentlich nur ein Abliefersystem für Messerstechereien, Faustkämpfe und Schießereien. Die abstoßenden Figuren werden dabei liebevoll verpackt, um sie sympathisch und heldenhaft erscheinen zu lassen, was auch aufgrund eines hölzernen Auftritts von Ben Affleck jedoch nicht gelinge. Amy Nicholson kommt in ihrer Filmkritik für die Los Angeles Times sogar zu dem Schluss, dass alle funktionierenden Elemente aus The Accountant der Fortsetzung genommen worden wäre. Wo der Vorgängerfilm noch ein intelligenter Spaß gewesen sei, setze das tonal unausgewogene Sequel von Anfang an auf plumpe Gags. Alles sei lauter und banaler; The Accountant 2 scheine vor seiner eigenen Dramatik zurückzuschrecken und führe in erzählerische Sackgassen. Über die Bösewichte erfahre der Zuschauer gleichzeitig nichts und auch zentrale Latino-Figuren hätten kaum echten Text.

### Einspielergebnis
Am Startwochenende konnte The Accountant 2 in den Vereinigten Staaten mit einem Einspielergebnis in Höhe von rund 24,4 Millionen US-Dollar den dritten Platz der US-amerikanischen Kino-Charts belegen und blieb dabei nur knapp hinter den Einnahmen des Vorgängerfilms im gleichen Zeitraum zurück. Auch in Deutschland erreichte der Film zum Start mit 75.000 Kinobesuchern die Podestplätze der Kino-Charts. Die weltweiten Einnahmen aus Kinovorführungen belaufen sich auf 103,2 Millionen US-Dollar, von denen The Accountant 2 allein 65,5 Millionen im nordamerikanischen Raum erwirtschaften konnte. In Deutschland verzeichnete die Fortsetzung insgesamt 250.471 Kinobesucher. Nach seiner Veröffentlichung auf Prime Video wurde The Accountant 2 binnen vier Wochen fast 80 Millionen Mal abgerufen, wodurch es sich um den bis dahin zweiterfolgreichsten Film des Streamingdienstes handelte.

### Auszeichnungen
South by Southwest Film Festival 2025
- Auszeichnung mit dem Publikumspreis in der Sektion Headliner[31]